# Olympische Sommerspiele 1952/Leichtathletik – Diskuswurf (Frauen)
Der Diskuswurf der Frauen bei den Olympischen Spielen 1952 in Helsinki wurde am 20. Juli 1952 ausgetragen. Zwanzig Athletinnen nahmen teil.
Erstmals gab es bei Olympischen Spielen einen dreifachen sowjetischen Triumph. Nina Romaschkowa siegte vor Jelisaweta Bagrjanzewa und Nina Dumbadse.

## Rekorde

### Bestehende Rekorde

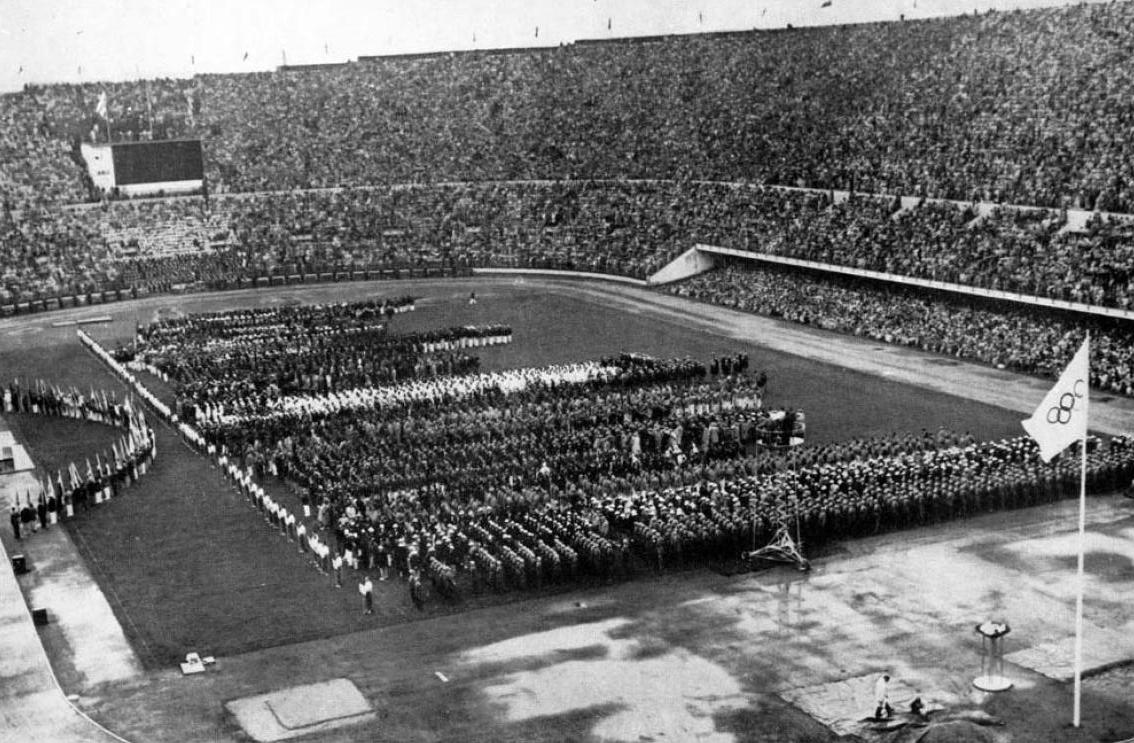
Eröffnungsfeier bei den Olympischen Spielen in Helsinki

| Weltrekord         | 53,37 m | Nina Dumbadse ( Sowjetunion)         | Gori, Georgische SSR (Sowjetunion) | 27. Mai 1951   |
| Olympischer Rekord | 47,63 m | Gisela Mauermayer ( Deutsches Reich) | Finale OS Berlin, Deutsches Reich  | 4. August 1936 |

### Rekordverbesserungen
Der bestehende olympische Rekord wurde zweimal gesteigert:
- 50,84 m – Nina Romaschkowa (Sowjetunion), Finale am 20. Juli, zweiter Durchgang
- 51,42 m – Nina Romaschkowa (Sowjetunion), Finale am 20. Juli, dritter Durchgang

## Durchführung des Wettbewerbs
Zwanzig Teilnehmerinnen traten am 20. Juli zu einer Qualifikationsrunde an, die Qualifikationsweite betrug 36,00 Meter. Nur zwei Wettbewerberinnen erreichten diese wohl zu niedrig festgelegte Qualifikationsweite nicht und schieden aus, darunter mit Esther Brand die Olympiasiegerin im Hochsprung. Achtzehn Athletinnen – hellblau unterlegt – qualifizierten sich für das Finale, das sie am Nachmittag desselben Tages bestritten. Das Finalfeld, für das die Mindestzahl von zwölf Sportlerinnen vorgesehen war, musste so natürlich nicht weiter aufgefüllt werden.
Die in dieser Qualifikation erzielten Resultate wurden nicht für das Finale mitgewertet.
Im Finale hatten alle Werferinnen zunächst drei Versuche. Die sechs besten Athletinnen konnten dann drei weitere Würfe tätigen.

## Zeitplan
20. Juli, 10:00 Uhr: Qualifikation

20. Juli, 17:35 Uhr: Finale

## Legende
Kurze Übersicht zur Bedeutung der Symbolik – so üblicherweise auch in sonstigen Veröffentlichungen verwendet:
| – | verzichtet |
| x | ungültig   |

## Qualifikation

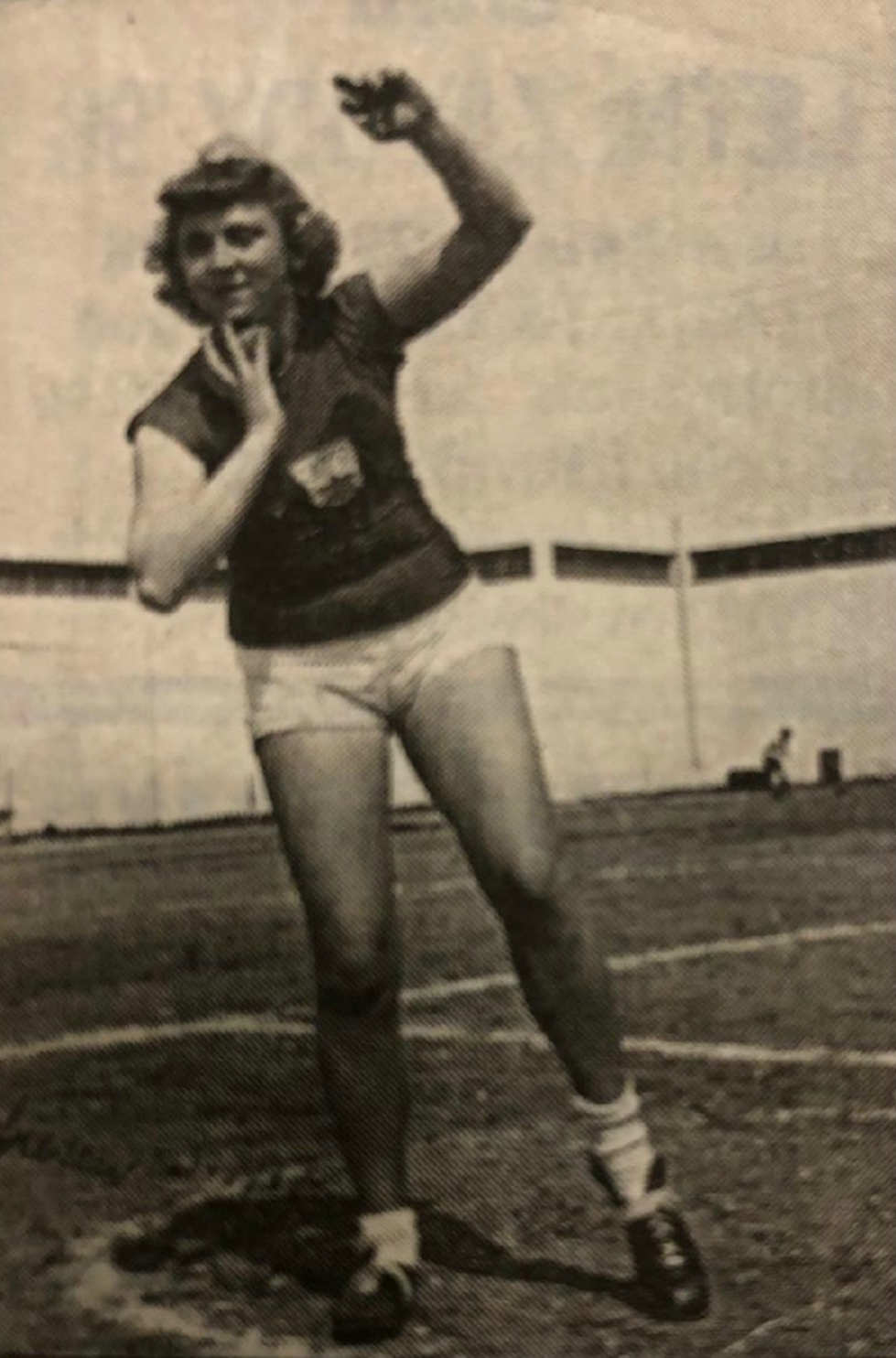
Olga Winterberg – ausgeschieden in der Qualifikation mit 35,79 m

Datum: 20. Juli 1952, 10:00 Uhr
| Platz | Name                   | Nation                | 1. Versuch | 2. Versuch | 3. Versuch | Resultat |
| ----- | ---------------------- | --------------------- | ---------- | ---------- | ---------- | -------- |
| 01    | Nina Romaschkowa       | Sowjetunion           | 45,05 m    | –          | –          | 45,05 m  |
| 02    | Nina Dumbadse          | Sowjetunion           | 43,20 m    | –          | –          | 43,20 m  |
| 03    | Marianne Werner        | BR Deutschland        | 41,37 m    | –          | –          | 41,37 m  |
| 04    | Yvette Williams        | Neuseeland            | x          | 41,32 m    | –          | 41,32 m  |
| 05    | Ingeborg Mello         | Argentinien           | x          | 40,91 m    | –          | 40,91 m  |
| 06    | Jelisaweta Bagrjanzewa | Sowjetunion           | x          | 40,73 m    | –          | 40,73 m  |
| 07    | Libuše Nováková        | Tschechoslowakei      | 39,89 m    | –          | –          | 39,89 m  |
| 08    | Toyoko Yoshino         | Japan                 | 39,75 m    | –          | –          | 39,75 m  |
| 09    | Lotte Haidegger        | Österreich            | 34,29 m    | 35,22 m    | 39,54 m    | 39,54 m  |
| 10    | Frieda Tiltsch         | Österreich            | 39,75 m    | –          | –          | 39,75 m  |
| 11    | Gretel Bolliger        | Schweiz               | 34,84 m    | 34,81 m    | 38,20 m    | 38,20 m  |
| 12    | Dezsőné Józsa          | Ungarn                | 37,75 m    | –          | –          | 37,75 m  |
| 13    | Lia Manoliu            | Rumänien              | 37,58 m    | –          | –          | 37,58 m  |
| 14    | Paulette Veste         | Frankreich            | 32,35 m    | 30,03 m    | 37,47 m    | 37,47 m  |
| 15    | Edera Cordiale         | Italien               | 37,40 m    | –          | –          | 37,40 m  |
| 16    | Ingeborg Pfüller       | Argentinien           | x          | 36,61 m    | 11,50 m    | 36,61 m  |
| 17    | Kaarina Koivuniemi     | Finnland              | 36,56 m    | –          | –          | 36,56 m  |
| 18    | Suzanne Allday         | Großbritannien        | 36,37 m    | –          | –          | 36,37 m  |
| 19    | Olga Winterberg        | Israel                | 25,97 m    | 35,79 m    | 24,09 m    | 35,79 m  |
| 20    | Esther Brand           | Südafrikanische Union | x          | x          | 34,18 m    | 34,18 m  |
| DNS   | Đurđa Boroveč          | Jugoslawien           |            |            |            |          |

## Finale und Endresultat
Datum: 20. Juli 1952, 17:35 Uhr
| Platz | Name                   | Nation           | 1. Versuch | 2. Versuch | 3. Versuch | 4. Versuch                                   | 5. Versuch                                   | 6. Versuch                                   | Endresultat | Anmerkung |
| ----- | ---------------------- | ---------------- | ---------- | ---------- | ---------- | -------------------------------------------- | -------------------------------------------- | -------------------------------------------- | ----------- | --------- |
| 1     | Nina Romaschkowa       | Sowjetunion      | 45,16 m    | 50,84 m OR | 51,42 m OR | 47,24 m                                      | 44,66 m                                      | 49,37 m                                      | 51,42 m     | OR        |
| 2     | Jelisaweta Bagrjanzewa | Sowjetunion      | 43,58 m    | 47,08 m    | 44,26 m    | 43,97 m                                      | 44,58 m                                      | 43,00 m                                      | 47,08 m     |           |
| 3     | Nina Dumbadse          | Sowjetunion      | 45,85 m    | 40,24 m    | 44,10 m    | 46,29 m                                      | 45,10 m                                      | 41,05 m                                      | 46,29 m     |           |
| 4     | Toyoko Yoshino         | Japan            | 41,71 m    | 42,67 m    | 37,15 m    | 41,58 m                                      | 43,81 m                                      | 42,02 m                                      | 43,81 m     |           |
| 5     | Lotte Haidegger        | Österreich       | 35,66 m    | 43,49 m    | 40,02 m    | x                                            | x                                            | 41,32 m                                      | 43,49 m     |           |
| 6     | Lia Manoliu            | Rumänien         | 41,57 m    | 42,65 m    | 41,48 m    | 36,05 m                                      | 41,21 m                                      | 40,79 m                                      | 42,65 m     |           |
|       |                        |                  |            |            |            |                                              |                                              |                                              |             |           |
| 7     | Ingeborg Pfüller       | Argentinien      | 37,05 m    | 40,32 m    | 41,73 m    | nicht im Finale der besten sechs Werferinnen | nicht im Finale der besten sechs Werferinnen | nicht im Finale der besten sechs Werferinnen | 41,73 m     |           |
| 8     | Dezsőné Józsa          | Ungarn           | x          | 39,58 m    | 41,61 m    | nicht im Finale der besten sechs Werferinnen | nicht im Finale der besten sechs Werferinnen | nicht im Finale der besten sechs Werferinnen | 41,61 m     |           |
| 9     | Marianne Werner        | BR Deutschland   | 39,77 m    | 000x       | 41,03 m    | nicht im Finale der besten sechs Werferinnen | nicht im Finale der besten sechs Werferinnen | nicht im Finale der besten sechs Werferinnen | 41,03 m     |           |
| 10    | Yvette Williams        | Neuseeland       | 40,48 m    | 32,95 m    | 40,38 m    | nicht im Finale der besten sechs Werferinnen | nicht im Finale der besten sechs Werferinnen | nicht im Finale der besten sechs Werferinnen | 40,48 m     |           |
| 11    | Kaarina Koivuniemi     | Finnland         | 40,33 m    | 32,72 m    | 40,05 m    | nicht im Finale der besten sechs Werferinnen | nicht im Finale der besten sechs Werferinnen | nicht im Finale der besten sechs Werferinnen | 40,33 m     |           |
| 12    | Ingeborg Mello         | Argentinien      | 39,04 m    | 37,84 m    | 37,24 m    | nicht im Finale der besten sechs Werferinnen | nicht im Finale der besten sechs Werferinnen | nicht im Finale der besten sechs Werferinnen | 39,04 m     |           |
| 13    | Libuše Nováková        | Tschechoslowakei | 38,17 m    | 000x       | 38,83 m    | nicht im Finale der besten sechs Werferinnen | nicht im Finale der besten sechs Werferinnen | nicht im Finale der besten sechs Werferinnen | 38,83 m     |           |
| 14    | Edera Cordiale         | Italien          | 38,22 m    | 000x       | 37,03 m    | nicht im Finale der besten sechs Werferinnen | nicht im Finale der besten sechs Werferinnen | nicht im Finale der besten sechs Werferinnen | 38,22 m     |           |
| 15    | Suzanne Allday         | Großbritannien   | 34,54 m    | 37,34 m    | 37,96 m    | nicht im Finale der besten sechs Werferinnen | nicht im Finale der besten sechs Werferinnen | nicht im Finale der besten sechs Werferinnen | 37,96 m     |           |
| 16    | Paulette Veste         | Frankreich       | 37,64 m    | 28,94 m    | 33,28 m    | nicht im Finale der besten sechs Werferinnen | nicht im Finale der besten sechs Werferinnen | nicht im Finale der besten sechs Werferinnen | 37,64 m     |           |
| 17    | Gretel Bolliger        | Schweiz          | 35,34 m    | 36,36 m    | 36,24 m    | nicht im Finale der besten sechs Werferinnen | nicht im Finale der besten sechs Werferinnen | nicht im Finale der besten sechs Werferinnen | 36,36 m     |           |
| 18    | Frieda Tiltsch         | Österreich       | x          | 27,84 m    | 000x       | nicht im Finale der besten sechs Werferinnen | nicht im Finale der besten sechs Werferinnen | nicht im Finale der besten sechs Werferinnen | 27,84 m     |           |

Achtzehn von zwanzig angetretenen Werferinnen konnten sich für das Finale qualifizieren. Die sowjetische Weltrekordhalterin und amtierende Europameisterin Nina Dumbadse galt als Favoritin.
Dumbadses Mannschaftskameradin Nina Romaschkowa, spätere Nina Ponomarjowa, ging jedoch ab der zweiten Runde in Führung und blieb dort unangefochten. Dumbadses Weite wurde auch von der dritten sowjetischen Werferin Jelisaweta Bagrjanzewa übertroffen. Diese drei Athletinnen beherrschten den Wettbewerb ganz eindeutig. Einzige 50-Meter-Werferin war allerdings Romaschkowa, die diese Marke gleich zweimal übertraf. Darüber hinaus flog Romaschkowas Diskus bei drei Versuchen über Gisela Mauermayers bestehenden olympischen Rekord hinaus und jeder ihrer vier besten Würfe hätte zur Goldmedaille gereicht.
Zum ersten Mal nahm die rumänische Werferin Lia Manoliu an Olympischen Spielen teil, die hier den sechsten Platz belegte. 16 Jahre später wurde sie, nachdem sie zwei olympische Bronzemedaillen errungen hatte (1960/1964), Olympiasiegerin.
Dies war nicht nur der erste sowjetische Dreifacherfolg bei Olympischen Spielen, es war auch der erste Dreifacherfolg überhaupt in der Leichtathletik der Frauen.

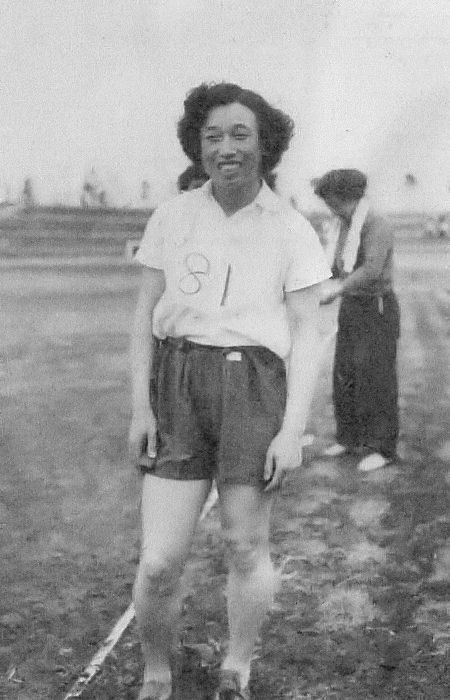
Der viertplatzierte Toyoko Yoshino
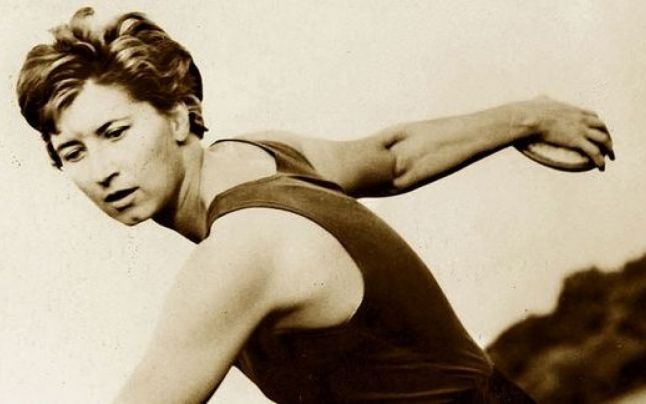
Lia Manoliu startete in ihre lange olympische Karriere mit einem sechsten Rang – später gab es zweimal Olympiabronze (1960/1964) für sie und 1968 den Olympiasieg
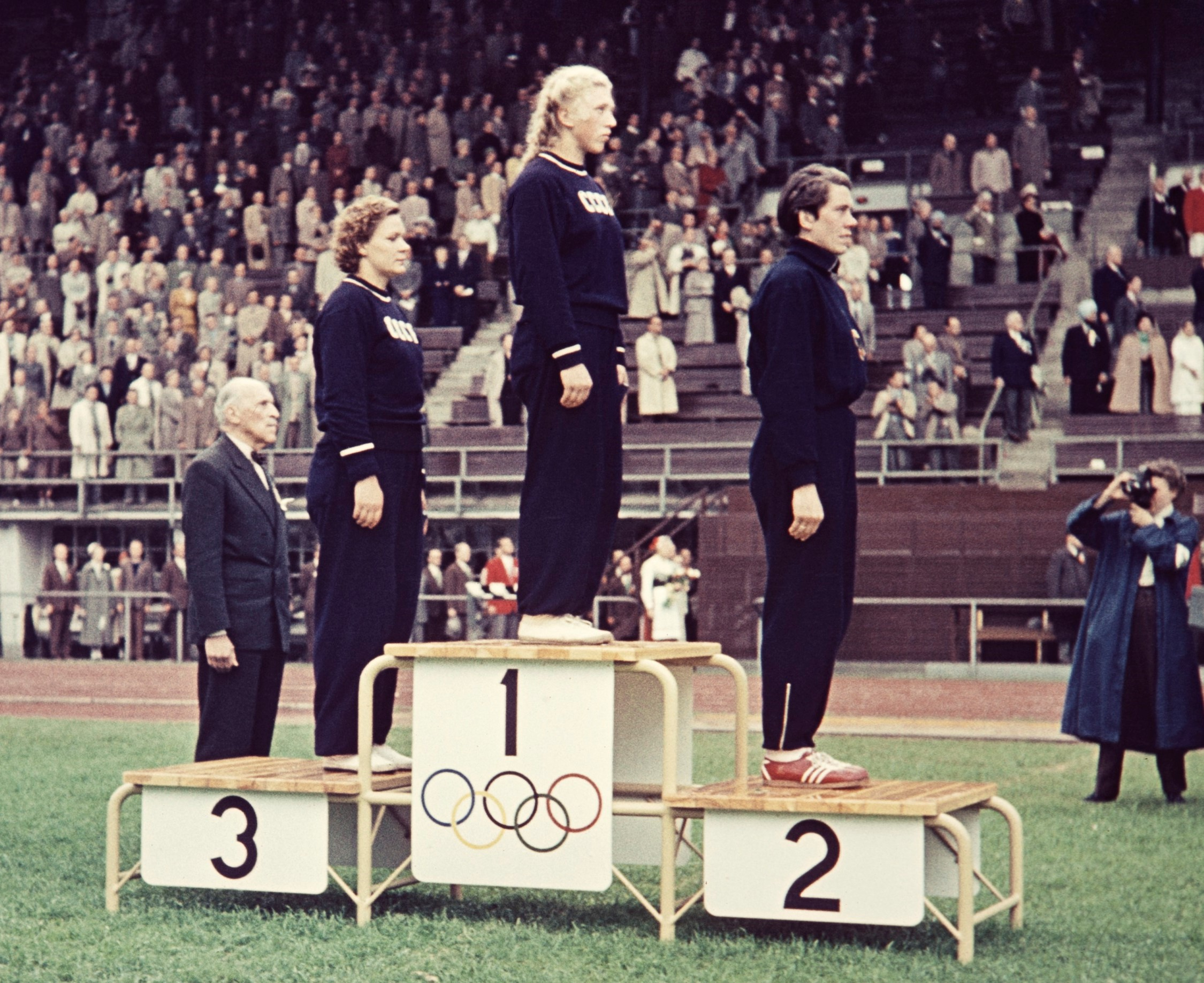
Marianne Werner (hier als Silbermedaillengewinnerin rechts bei der Kugelstoß-Siegerehrung) kam im Diskuswurf auf den neunten Platz

## Videolinks
- OLYMPIC GAMES - 1952, Bereich: 0:37 min bis 0:46 min, youtube.com, abgerufen am 11. August 2021
- Nina Romashkova Wins Discus Gold - USSR's First Olympic Gold - Helsinki 1952 Olympics, youtube.com, abgerufen am 11. August 2021